# Figueira Champions Classic
De Figueira Champions Classic is een Portugese eendaagse wielerwedstrijd die in 2023 voor het eerst werd georganiseerd en is sinds 2024 onderdeel van de UCI ProSeries. In 2023 viel de wedstrijd nog onder de UCI Europe Tour. De wedstrijd wordt in februari verreden in en rond Figueira da Foz.

## Lijst van winnaars

### Overwinningen per land
| Overwinningen | Land                         |
| ------------- | ---------------------------- |
| 1             | België, Denemarken, Portugal |

2023 · 2024 · 2025